# Taraki Sivaram
Taraki Sivaram, Dharmeratnam Sivaram, tam. தர்மரத்தினம் சிவராம் (ur. 11 sierpnia 1959 w Batticaloa, zm. 28 kwietnia 2005) - tamilski dziennikarz, pracujący na Sri Lance. 
28 kwietnia 2005 został porwany przez czterech mężczyzn i wciągnięty do białego samochodu typu van. Następnego dnia jego ciało zostało znalezione w dystrykcie Himbulala, w pobliżu parlamentu Sri Lanki. Bezpośrednim powodem jego śmierci był strzał w głowę.